# Eupithecia albibaltea
Eupithecia albibaltea es una especie de polilla de la familia Geometridae. La especie fue descrita por primera vez por Louis Beethoven Prout en 1958 con distribución en el noreste de India y Sikkim. El holotipo de la especie fue descrita en los alrededores de Darjeeling.

## Descripción
Es similar en tamaño, color y patrón a otra polilla de la India, E. trierossa, del que se distingue por la presencia de una banda delgada y de color beige claro en el borde anterior del primer segmento abdominal y por la fascia antemedial, que es delgada desde la costa hasta el pliegue celular, y que luego se vuelve muy ensanchado para extenderse hasta las tres cuartas partes del margen interno. La porción posterior de esta banda parece a primera vista ser una fascia ancha y diagonal que se extiende desde el disco celular casi hasta la base del ala. La fascia posmedial suele ser ancha y única en lugar de delgadamente doble, como en la E. trierossa.: 391 